# NGC 3942
NGC 3942 је спирална галаксија у сазвежђу Пехар која се налази на NGC листи објеката дубоког неба.
Деклинација објекта је - 11° 25' 29" а ректасцензија 11h 51m 30,0s. Привидна величина (магнитуда) објекта NGC 3942 износи 13,8 а фотографска магнитуда 14,5. NGC 3942 је још познат и под ознакама MCG -2-30-35, IRAS 11489-1108, PGC 37099.